# Revolting Cocks
Revolting Cocks, también conocida como RevCo, es una agrupación estadounidense de rock industrial formada como un proyecto paralelo de los músicos Richard 23 de Front 242, Luc Van Acker y Al Jourgensen de Ministry como su productor. La banda ha tenido varias separaciones y reuniones a lo largo de su trayectoria. En 2016 la agrupación se reunió sin Jourgensen, quedando conformada por los mencionados Van Acker y Richard 23 junto a Paul Barker y Chris Connelly.

## Miembros

### Actuales
- Richard 23 - voz, percusión (1985–1986, 2011, 2016)
- Luc Van Acker - voz, guitarra, bajo, teclados (1985–1991, 2006, 2011, 2013, 2016)
- Paul Barker - bajo, teclados (1987–1993, 2011, 2013, 2016)
- Chris Connelly - voz, teclados (1987–1993, 2011, 2013, 2016)

## Discografía

### Estudio
- Big Sexy Land (1986)
- Beers, Steers, and Queers (1990)
- Linger Ficken' Good (1993)
- Cocked and Loaded (2006)
- Sex-O Olympic-O (2009)
- ¿Got Cock? (2010)

### En vivo
- Live! You Goddamned Son of a Bitch (1988)

### Remix
- Cocktail Mixxx (2007)
- Sex-O MiXXX-O (2009)
- ¿Got Mixxx? (2011)